# ハロウィーン・ホラー・ナイト
ハロウィーン・ホラー・ナイトとはユニバーサル・スタジオ・ジャパンで2011年から本格的に行われているシーズナルイベントである。

## 概要
USJ（ユニバーサル・スタジオ・ジャパン）は毎年ハロウィンシーズンに特別なイベントを開催しており、昼は子ども達も楽しめるハロウィーンパーティーが開催され、夜は大人気のホラーナイト、そして期間限定のホラーアトラクションが開催される。
ホラーアトラクションの一部は常設のアトラクションの内容や施設を改装・変更しての運営となるため、既存のアトラクションは休止する。

## 歴代ショー・アトラクション

### 2011年
- ストリート・ゾンビ （初開催）

### 2012年
- ストリート・ゾンビ
- バイオハザード
- ジェイソンのブラッド・ダイナー
- ジョーズ ～ザ・ゴースト・ボート～
- ザ・マミー・ミュージアムII

※2012年まではストリート・ゾンビという名称では開催していない。

### 2013年
- ストリート・ゾンビ
- バイオハザード・ザ・リアル
- ジェイソンのブラッド・ダイナー 2
- ザ・マミー・ミュージアム～ハムナプトラ神々の呪い～ 3
- 貞子
  - ジョーズ
  - ジュラシック・パーク・ザ・ライド
  - ターミネーター　2:3D
  - スペース・ファンタジー・ザ・ライド
  - バックドラフト

### 2014年
- ストリート・ゾンビ
- バイオハザード・ザ・リアル2
- ジェイソンのブラッド・ダイナー 3
- チャッキーのホラー・ファクトリー
- 貞子
  - ターミネーター　2:3D
  - スペース・ファンタジー・ザ・ライド
  - バックドラフト
- 呪怨～呪われたアトラクション～
  - バック・トゥ・ザ・フューチャー・ザ・ライド
  - ジュラシック・パーク・ザ・ライド
- ダークレストラン～恐怖の晩餐会～

### 2015年
- ストリート・ゾンビ
- バイオハザード・ザ・リアル3
- エイリアンvs.プレデター
- チャッキーのホラー・ファクトリー2
- 貞子
  - ターミネーター　2:3D
  - スペース・ファンタジー・ザ・ライド
  - バックドラフト
- 呪怨～呪われたアトラクション～
  - バック・トゥ・ザ・フューチャー・ザ・ライド
- エルム街の悪夢 ～THE NIGHT KILLER～
- トラウマ～最恐実験病棟～
- 学校の怪談

### 2016年
- ストリート・ゾンビ
- ゾンビ・モブ
- Jホラー・エリア
- 祟TATARI ～生き人形の呪い～
- チャッキーのホラー・ファクトリー3
- 貞子  ～呪われたアトラクション～
  - ターミネーター　2:3D
- エクソシスト ～悪魔祓いの館～
- エルム街の悪夢 ～THE NIGHT KILLER～
- トラウマ2～最恐実験病棟～
- 学校の怪談  ～呪われたアトラクション～

### 2017年
- ストリート・ゾンビ
- デッドマンズ・フォレスト ～死の森からの脱出～
- 貞子  ～呪われたアトラクション～
  - ターミネーター　2:3D
- エクソシスト ～悪魔祓いの館～
- エルム街の悪夢　ザ・メイズ3
- トラウマ3～最恐実験病棟～
- 学校の怪談  ～呪われたアトラクション～
- カルト・オブ・チャッキー～チャッキーの狂気病棟～

### 2018年

#### 絶叫ハロウィーン
- ストリート・ゾンビ
- ゾンビ・デ・ダンス
- ザ・サバイバル　～デッドマンズ・フォレスト２～
- 貞子  ～呪われたアトラクション～
  - ターミネーター　2:3D
- インシディアス～ザ・ラスト・キー～
- カルト・オブ・チャッキー～チャッキーの狂気病棟～

#### 大人ハロウィーン
- ホテル・アルバート
- ホテル・アルバート・ラウンジ& フォト・スポット
- サイレンス・イン・ザ・ゴーストシップ
- ブラッド・レジェンド

### 2019年

#### 絶叫ハロウィーン
- ストリート・ゾンビ
- ゾンビ・デ・ダンス
- バイオハザード・ザ・エクストリーム
- 貞子  ～呪われたアトラクション～
  - ターミネーター　2:3D
- エリア51～未確認物体との遭遇
- カルト・オブ・チャッキー～チャッキーの狂気病棟～
- スペース・ファンタジー・ザ・ライド ～ブラックホール～

#### 大人ハロウィーン
- ホテル・アルバート2 ～レクイエム～
- パークサイド・グリル ～呪われた薔薇の宴～
- 大人ハロウィーン･エリア～呪われた薔薇園～
- ブラッド・レジェンド

### 2020年
未開催
※2020年に開催されたイベントについてはハロウィーン・イベント2020を参照。

### 2021年
- ストリート・ゾンビ
- ゲゲゲの鬼太郎・ザ・リアル ～祟られた廃村～
- シャーロック・ホームズ　～呪われた薔薇の剣～
- ゾンビ・デ・ダンス

### 2022年
- ストリート・ゾンビ
- ユニバーサル・モンスターズ ～レジェンド・オブ・フィアー～
- バイオハザード・ザ・エクストリーム＋
- ゾンビ・デ・ダンス
- カルト・オブ・チャッキー ～チャッキーの狂気病棟～
- シャーロック・ホームズ　～呪われた薔薇の剣～

### 2023年
- ストリート・ゾンビ
- ユニバーサル・モンスターズ ～レジェンド・オブ・フィアー～
- バイオハザード・ザ・エクストリーム＋
- ゾンビ・デ・ダンス
- チャッキーズ・カーニバル・オブ・カオス ～チャッキーの血塗られた祭典～
- 貞子の呪い ～ダーク・ホラー・ライド～

### 2024年
- ストリート・ゾンビ
- ゾンビ・デ・ダンス
- チャッキーズ・カーニバル・オブ・カオス ～チャッキーの血塗られた祭典～
- チェンソーマン・ザ・カオス 4-D
- バイオハザード・ナイト・オブ・ヒーローズ

## ストリート・ゾンビ
午後18時からパーク内（一部を除く）にゾンビが徘徊するイベントで、毎年内容の変更を行いながら運営されている。現在は2021年に登場した「ハミクマ」を中心にエンターテイメントが繰り広げられている。
また、小さな子どもが怖がらないようにセーフティ・エリアやセーフティ・エリアとエントランスを結ぶセーフティ・ルートが設けられている。
セーフティ・エリアは
ユニバーサルワンダーランド、ミニオンパーク、スーパー・ニンテンドー・ワールド、アミティ・ビレッジ、ハリーポッターエリアの5エリアがある。

## ゾンビ・デ・ダンス
2018年に登場したゲスト参加型のエンターテイメントである。ホラーナイト開催時（18時〜）に複数回行われる。ゾンビ・デ・ダンスでは、2018年から2022年までは、三代目 J SOUL BROTHERSの「Rat-tat-tat」が使われた。2023年からは、Adoの「唱」が使われている。2024年でも使われている。

### 主題歌／テーマソング
2018年〜2022年
Rat-tat-tat（三代目 J SOUL BROTHERS）
2023年〜
唱　(Ado)